# San Benedetto dei Marsi
San Benedetto dei Marsi est une commune de la province de L'Aquila, dans la région Abruzzes, en Italie.

## Géographie

### Hameaux
Les lieux-dits et frazione de San Benedetto dei Marsi sont :

### Communes limitrophes
Les communes attenantes à San Benedetto dei Marsi sont Aielli, Celano, Cerchio, Collarmele, Pescina et Trasacco.

## Histoire
San Benedetto correspond à l'antique cité de Marruvium, au pays des Marses.

## Administration
| Période                                  | Période  | Identité         | Étiquette | Qualité |
| ---------------------------------------- | -------- | ---------------- | --------- | ------- |
| 27 mai 2003                              | En cours | Arnaldo Santilli |           |         |
| Les données manquantes sont à compléter. |          |                  |           |         |

## Culture et patrimoine
- Église Sainte-Sabine de San Benedetto dei Marsi.